# Катаболизм
Катаболи́зм (от греч. καταβολή, «сбрасывание, разрушение»), также энергетический обмен, или диссимиляция, — это процесс метаболического распада (деградации) сложных веществ на более простые или окисления какого-либо вещества, обычно протекающий с освобождением энергии в виде тепла и в виде молекулы АТФ, универсального источника энергии всех биохимических процессов.
Катаболические реакции лежат в основе диссимиляции: утраты сложными веществами своей специфичности для данного организма в результате распада до простых.
Примерами катаболизма являются:
- превращение этанола через стадии ацетальдегида (этаналя, CH3CHO) и уксусной кислоты (этановой кислоты, CH3COOH) в углекислый газ (CO2) и воду (H2O).
- гликолиз — превращение глюкозы в молочную кислоту либо пировиноградную кислоту и далее в процессе клеточного дыхания — в углекислый газ (CO2) и воду (H2O).

Интенсивность катаболических процессов и преобладание тех или иных катаболических процессов в качестве источников энергии в клетках регулируется гормонами. Например:
- глюкокортикоиды повышают интенсивность катаболизма белков и аминокислот, одновременно тормозя катаболизм глюкозы

{\displaystyle {\ce {{C6H12O6}+ 6 {O2}-> 6 {CO2}+ 6 {H2O}+ {Q}}}}
(точнее, увеличивая её анаболизм, индуцируя накопление глюкозы в виде гликогена в печени и мышечной ткани, уменьшая тем самым концентрацию глюкозы в крови и лимфе, опосредуя гипогликемию),
- инсулин, напротив, ускоряет катаболизм глюкозы и тормозит катаболизм белков.

Катаболизм является противоположностью анаболизма — процесса синтеза или ресинтеза новых, более сложных, соединений из более простых, протекающему с расходованием, затратой энергии АТФ. Соотношение катаболических и анаболических процессов в клетке регулируется гормонами. Например, адреналин или глюкокортикоиды сдвигают баланс обмена веществ в клетке в сторону преобладания катаболизма, а инсулин, соматотропин, тестостерон — в сторону преобладания анаболизма.

## Обмен веществ и энергии

### Пластический и энергетический обмены
Питательные вещества — это любое вещество, пригодное для еды и питья живым организмам для пополнения запасов энергии и необходимых ингредиентов для нормального течения химических реакций обмена веществ: белков, жиров, углеводов, витаминов, минералов и микроэлементов.
Метаболизм — это совокупность всех химических реакций, происходящих в организме. Значение метаболизма состоит в создании необходимых организму веществ и обеспечении его энергией. Выделяют две составные части метаболизма — катаболизм и анаболизм.
Катаболизм (энергетический обмен) — процесс метаболического распада, разложения на более простые вещества (дифференциация) или окисления какого-либо вещества, обычно протекающий с высвобождением энергии в виде тепла и в виде АТФ.
Анаболизм (пластический обмен) — совокупность химических процессов, составляющих одну из сторон обмена веществ в организме, направленных на образование клеток и тканей. За счет анаболизма происходит рост, развитие и деление каждой клетки.
Обмен веществ между организмом и окружающей средой — необходимое условие существования живых существ, это один из основных признаков живого. Из внешней среды организм получает кислород, органические вещества, минеральные соли, воду. Во внешнюю среду отдаёт конечные продукты распада: углекислый газ, излишки воды, минеральных солей, мочевину, соли мочевой кислоты и некоторые другие вещества. 
У человека в течение жизни почти все клетки организма сменяются несколько раз. Кровь за год полностью обновляется 3 раза, за сутки меняется 450 млрд эритроцитов, до 30 млрд лейкоцитов, 1/75 всех костных клеток скелета, до 50 % эпителиальных клеток желудка и кишечника. 
Энергия, высвобождающаяся при распаде органических веществ, не сразу используется клеткой, а запасается ею в виде высокоэнергетических соединений, как правило, в виде АТФ. АТФ — нуклеотид, состоящий из аденина, рибозы и трёх остатков фосфорной кислоты, соединяющихся между собой макроэргическими связями.
В этих связях запасена энергия, которая высвобождается при их разрыве:
- АТФ+Н2О -> АДФ+Н3РО4+Q1,
- АДФ+Н2О->АМФ+Н3РО4+Q2,
- АМФ+Н2О->аденин+рибоза+Н3РО4+Q3,

где АТФ-аденозинтрифосфорная кислота; АДФ-аденозиндифосфорная кислота; АМФ-аденонмонофосфорная кислота; Q1 = Q2 = 30,6 кДж.
Запас АТФ в клетке ограничен и пополняется благодаря процессу фосфорилирования. Фосфорилирование — присоединение остатка фосфорной кислоты к АДФ (АДФ+Ф->АТФ). В результате превращений эти вещества попадают в клетки. Здесь они расщепляются (глюкоза - до воды и углекислого газа). Высвобожденная энергия используется клетками для поддержания своей жизнедеятельности. Этот процесс называется энергетическим обменом. Пластический и энергетический обмены происходят одновременно и неразрывно связаны друг с другом, но не всегда являются уравновешенными. Чаще всего это связано с возрастом человека.

## Этапы диссимиляции

### I этап, подготовительный
Сложные органические соединения распадаются на простые под действием пищеварительных ферментов, при этом выделяется только тепловая энергия.
- Белки → аминокислоты
- Жиры → глицерин и жирные кислоты
- Крахмал → глюкоза

### II этап, гликолиз (бескислородный)
Осуществляется в цитоплазме, с мембранами не связан. В нём участвуют ферменты; расщеплению подвергается глюкоза и происходит образование двух молекул пировиноградной кислоты CH3COCOOH. 60 % энергии рассеивается в виде тепла, а 40 % — используется для синтеза 2 молекул АТФ. Кислород не участвует.
{\displaystyle {\ce {{C6H12O6}-> 2{CH3COCOOH}+ 2 {АТФ}}}}

### III этап, клеточное дыхание (кислородный)
Осуществляется в митохондриях, связан с матриксом митохондрий и внутренней мембраной. В нём участвуют ферменты, кислород. Расщеплению подвергается молочная кислота. СО2 выделяется из митохондрий в окружающую среду. Атом водорода включается в цепь реакций, конечный результат которых — синтез 30(в некоторых случаях более) молекул АТФ.